# Kasteel van Gaillon
Het Kasteel van Gaillon (Frans: Château de Gaillon) is een kasteel in de Franse gemeente Gaillon.
In 1202 verkocht koning Lodewijk IX het kasteel aan bisschop Eudes Rigaud van Rouen. Het kasteel bleef eigendom van de aartsbisschoppen van Rouen. Het verloor zijn defensieve functie en tussen 1502 en 1509 liet kardinaal Georges d'Amboise een renaissancepaleis op de plaats van het vroegere kasteel. Het paleis werd in de loop der tijden verder verfraaid, onder andere met tuinen naar ontwerp van Le Nôtre.
Het kasteel onderging vernielingen tijdens de Franse Revolutie en werd verkocht als openbaar goed. Stukken van het kasteel werden afgebroken. Tussen 1812 en 1905 was er een gevangenis in het kasteel.